# Трой (Миссури)
Трой (англ. Troy) — город и административный центр округа Линкольн в штате Миссури в США. В 2020 году его население составило 12,686 жителей. Город относится к пригородной зоне Сент-Луиса.

## География
Общая площадь города составляет 19,01 км², из которых 18,91 км² — суша и 0,10 км² — водная поверхность.